# Powiat Beeskow-Storkow

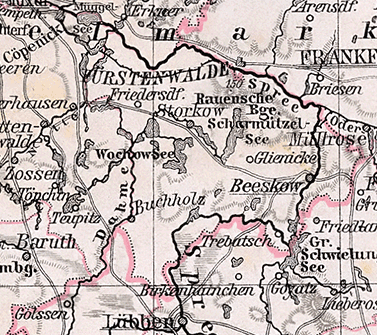
Mapa powiatu w 1905

Powiat Beeskow-Storkow (niem. Landkreis Beeskow-Storkow, Kreis Beeskow-Storkow) – dawny powiat w Królestwie Prus, w prowincji prowincji Brandenburgia, w rejencji poczdamskiej. Istniał w latach 1836–1950, siedzibą władz powiatu było miasto Beeskow. Teren dawnego powiatu leży obecnie w kraju związkowym Brandenburgia w powiatach Dahme-Spreewald oraz Oder-Spree.
1 stycznia 1945 na terenie powiatu znajdowały się:
- trzy miasta: Beeskow, Märkisch Buchholz i Storkow (Mark)
- 92 inne gminy
- trzy majątki junkierskie.